# I liga urugwajska w piłce nożnej (1993)
Mistrzostwa Urugwaju w roku 1993 były ostatnimi mistrzostwami rozgrywanymi według reguł znanych w ligach europejskich, czyli wszystkie kluby rozgrywały ze sobą mecze każdy z każdym u siebie i na wyjeździe, a o tytule mistrza i dalszej kolejności decydowała końcowa tabela. Dopiero od następnego sezonu mistrzostwa miano rozgrywać w postaci dwóch turniejów Apertura i Clausura, których zwycięzcy mieli stoczyć bój o tytuł mistrza. Miejsce w końcowej tabeli mistrzostw nie decydowało o prawie gry w międzynarodowych pucharach – o tym zadecydował oddzielny turniej zwany Liguilla Pre-Libertadores, rozegrany na koniec sezonu. Dwa najlepsze kluby w tym turnieju uzyskały prawo gry w Copa Libertadores 1994, a trzeci i czwarty zespół – w Copa CONMEBOL 1994.
- Mistrz Urugwaju 1993: CA Peñarol
- Wicemistrz Urugwaju 1993: Defensor Sporting
- Copa Libertadores 1994:  Club Nacional de Football (zwycięzca turnieju Liguilla Pre-Libertadores), Defensor Sporting (wicemistrz turnieju Liguilla Pre-Libertadores)
- Copa CONMEBOL 1994: CA Peñarol (trzeci w turnieju Liguilla Pre-Libertadores), Danubio FC (czwarty w turnieju Liguilla Pre-Libertadores)
- Spadek do drugiej ligi: Huracán Buceo Montevideo (bezpośrednio), Racing Montevideo (po przegranym barażu)
- Awans z drugiej ligi: Basáñez Montevideo (bezpośrednio), Central Español Montevideo (po wygranym barażu)

## Primera División

### Kolejka 26
| Data            | Mecze                                             |
| --------------- | ------------------------------------------------- |
| 2 stycznia 1993 | Defensor Sporting – Danubio FC 0:2                |
| 2 stycznia 1993 | Liverpool Montevideo – River Plate Montevideo 0:1 |
| 2 stycznia 1993 | Club Nacional de Football – CA Bella Vista 2:1    |
| 2 stycznia 1993 | CA Peñarol – CA Cerro 1:1                         |
| 2 stycznia 1993 | Progreso Montevideo – Rampla Juniors 0:2          |
| 2 stycznia 1993 | Montevideo Wanderers – Racing Montevideo 0:1      |

### Końcowa tabela sezonu 1993
| Poz | Klub                      | Mecze | Zw | Rem | Por | Pkt | BrZd | BrStr |
| --- | ------------------------- | ----- | -- | --- | --- | --- | ---- | ----- |
| 1   | CA Peñarol                | 24    | 16 | 4   | 4   | 36  | 50   | 19    |
| 2   | Defensor Sporting         | 24    | 13 | 8   | 3   | 34  | 27   | 14    |
| 3   | Danubio FC                | 24    | 13 | 6   | 5   | 32  | 29   | 18    |
| 4   | Club Nacional de Football | 24    | 11 | 7   | 6   | 29  | 38   | 28    |
| 5   | Progreso Montevideo       | 24    | 6  | 13  | 5   | 25  | 24   | 23    |
| 6   | CA Cerro                  | 24    | 8  | 8   | 8   | 24  | 24   | 25    |
| 7   | Montevideo Wanderers      | 24    | 7  | 8   | 9   | 22  | 23   | 25    |
| 8   | Rampla Juniors            | 24    | 5  | 11  | 8   | 21  | 17   | 24    |
| 9   | Liverpool Montevideo      | 24    | 6  | 8   | 10  | 20  | 16   | 24    |
| 10  | River Plate Montevideo    | 24    | 6  | 8   | 10  | 20  | 20   | 32    |
| 11  | CA Bella Vista            | 24    | 6  | 6   | 12  | 18  | 19   | 26    |
| 12  | Huracán Buceo Montevideo  | 24    | 5  | 8   | 11  | 18  | 31   | 43    |
| 13  | Racing Montevideo         | 24    | 3  | 7   | 14  | 13  | 10   | 27    |

Bezpośrednio do drugiej ligi spadł klub Huracán Buceo Montevideo, a na jego miejsce awansował mistrz drugiej ligi Basáñez Montevideo. Natomiast Racing Montevideo stoczył mecz barażowy o utrzymanie się w lidze z Central Español Montevideo.
Baraż o utrzymanie się w pierwszej lidze
| Mecz                                               |
| -------------------------------------------------- |
| Racing Montevideo – Central Español Montevideo 0:0 |
| Central Español Montevideo – Racing Montevideo 3:0 |

Racing Montevideo spadł do drugiej ligi, a na jego miejsce awansował zwycięzca rozegranego barażu Central Español Montevideo.

### Klasyfikacja strzelców bramek
| Gole | Piłkarz        | Klub                      |
| ---- | -------------- | ------------------------- |
| 12   | Wilmar Cabrera | Club Nacional de Football |

## Liguilla Pre-Libertadores 1993

### Kolejka 1
| Mecz                                       |
| ------------------------------------------ |
| CA Cerro – Progreso Montevideo 1:1         |
| Danubio FC – Defensor Sporting 0:0         |
| Club Nacional de Football – CA Peñarol 3:1 |

### Kolejka 2
| Mecz                                       |
| ------------------------------------------ |
| Defensor Sporting – CA Cerro 3:2           |
| Club Nacional de Football – Danubio FC 1:1 |
| CA Peñarol – Progreso Montevideo 5:0       |

### Kolejka 3
| Mecz                                        |
| ------------------------------------------- |
| CA Cerro – Club Nacional de Football 0:1    |
| Danubio FC – CA Peñarol 1:4                 |
| Progreso Montevideo – Defensor Sporting 0:2 |

### Kolejka 4
| Mecz                                              |
| ------------------------------------------------- |
| Defensor Sporting – Club Nacional de Football 0:1 |
| CA Peñarol – CA Cerro 3:1                         |
| Progreso Montevideo – Danubio FC 2:2              |

### Kolejka 5
| Mecz                                                |
| --------------------------------------------------- |
| CA Cerro – Danubio FC 3:4                           |
| Defensor Sporting – CA Peñarol 2:0                  |
| Club Nacional de Football – Progreso Montevideo 1:1 |

### Tabela końcowa Liguilla Pre-Libertadores 1993
| Poz | Klub                      | Mecze | Zw | Rem | Por | Pkt | BrZd | BrStr |
| --- | ------------------------- | ----- | -- | --- | --- | --- | ---- | ----- |
| 1   | Club Nacional de Football | 5     | 3  | 2   | 0   | 8   | 7    | 3     |
| 2   | Defensor Sporting         | 5     | 3  | 1   | 1   | 7   | 7    | 3     |
| 3   | CA Peñarol                | 5     | 3  | 0   | 2   | 6   | 13   | 7     |
| 4   | Danubio FC                | 5     | 1  | 3   | 1   | 5   | 8    | 10    |
| 5   | Progreso Montevideo       | 5     | 0  | 3   | 2   | 3   | 4    | 11    |
| 6   | CA Cerro                  | 5     | 0  | 1   | 4   | 1   | 7    | 12    |